# Aure Sánchez
Aure Sánchez (Zaragoza, 20 de diciembre de 1977) es un actor español.

## Biografía
Licenciado en Derecho, el primer trabajo interpretativo que le dio cierta popularidad fue su papel de Agustín en Al salir de clase entre 2001 y 2002, formando parte de la última remesa de actores de la serie.
Entre 2002 y 2003, tuvo un papel secundario continuado en Hospital Central dando vida a Nacho, el hermano del médico del Sámur, Fran (Armando del Río).
También en 2003 rodó su primera película Los novios búlgaros, a las órdenes de Eloy de la Iglesia y Fernando Guillén Cuervo como guionista.
A esta le seguirían el filme La memoria de los peces de Conrad Son (2004) y los cortos; 5 escorpiones, de Rafael Luque y Náufragos, de Christian Martín en 2005.
Su siguiente proyecto televisivo fue la fallida telenovela El auténtico Rodrigo Leal, donde coincidió con su compañera de Al salir de clase, Laura Manzanedo.
En 2006, rodó el corto Nana mía de Verónica Cerdán Molina y se incorporó al reparto de Yo soy Bea, telenovela de gran éxito donde interpretó al personaje de Benito, lo cual supone el mayor éxito de su carrera hasta la fecha. Volvió a trabajar con Amanda Marugán, Norma Ruiz y Roberto Correcher, actores que también participaron en El auténtico Rodrigo Leal.

## Filmografía

### Cine

#### Largometrajes
- Los novios búlgaros (2003), de Eloy de la Iglesia.
- La memoria de los peces (2004), de Conrad Son.
- La final (2015), de Valerio Boserman.

#### Cortos
- Nana mía (2006), de Verónica Cerdán Molina.
- 5 escorpiones (2005), de Rafael Luque.
- Náufragos (2005), de Christian Martín.
- Theatron (2006), de Alberto Evangelio.
- Creo (2010), de Santiago Rindel y Tomas Rojo.
- Todos mis vecinos son inmigrantes (2012), de Pedro Estepa y Elena Ferrándiz.

### Televisión
- Al salir de clase (2001-2002), en Telecinco.
- Hospital Central (2002-2003), en Telecinco.
- El auténtico Rodrigo Leal (2005), en Antena 3.
- Yo soy Bea (2006-2009), en Telecinco.
- Cuéntame cómo pasó (2016-2017), en La 1.
- El pueblo (2020), en Telecinco y Prime Video.
- Dos vidas (2021), en La 1.

## Teatro
- Eloísa está debajo de un almendro, dirigido por Mara Recatero.
- El gran mirón, de Gustavo Tambascio.
- Agua, azucarillos y aguardiente, dirigido por Julio Pascual.
- Los Lirios de Vallercia
- Hermanos de sangre (2004).
- No la toques otra vez Sam (2013), micro teatro dirigido por Enrique Asenjo y Nacho López, escrito por Nacho López.